# 두원공업고등학교
두원공업고등학교(斗源工業高等學校)는 대한민국 경기도 안성시 미양면 신기리에 있는 사립 고등학교이다.

## 학교 연혁
- 1990년 3월 26일 : 학교법인 두원학원 설립 인가
- 1990년 10월 10일 : 안성공업고등학교 설립 인가(기계과 2학급, 전기과 2학급)
- 1991년 1월 17일 : 초대 이인구 교장 취임
- 1994년 2월 8일 : 제1회 졸업식(179명)
- 1998년 9월 7일 : 학칙 개정(전 학과 남녀 공학)
- 2005년 2월 28일 : 다목적실(시청각실, 도서관, 세미나실) 증축
- 2006년 3월 1일 : 안성두원공업고등학교로 교명 변경
- 2007년 6월 22일 : 산업자원부/노동부 지정 특성화 학교 선정
- 2008년 8월 25일 : 특성화 고등학교 지정(자동화시스템과 6학급)
- 2013년 5월 14일 : 다목적 생활관(기숙사) 준공식
- 2013년 12월 13일 : 다목적 운동장 준공식
- 2016년 3월 1일 : 두원공업고등학교로 교명 변경
- 2017년 3월 1일 : 학과 개편(기계과→초정밀기계과 2학급, 자동화기계과 2학급)
- 2021년 3월 1일 : 제7대 서정국 교장 취임
- 2023년 2월 2일 : 제30회 졸업식(201명, 총 7,429명)

## 설치 학과
- 전기전자과
- 자동화기계과
- 디지털산업디자인과
- 초정밀기계과

## 참고 자료
- 두원공업고등학교 - 한국교육학술정보원 학교알리미

## 같이 보기
- 두원공과대학교
- 두원공조